# أندريس موسكيرا
أندريس موسكيرا (بالإسبانية: Andrés Mosquera)‏ هو لاعب كرة قدم كولومبي في مركز الدفاع، ولد في 9 يوليو 1978 في مدينة كالي في كولومبيا. شارك مع منتخب كولومبيا لكرة القدم. أما مع النوادي، فقد لعب مع أتلتيكو ناسيونال وأونس كالداس وإنديبندينتي ميديلين وديبورتيفو باستو وديبورتيفو كالي ونادي سبورتينغ كريستال ونادي ميلوناريوس.

## وصلات خارجية
- أندريس موسكيرا على موقع قاعدة بيانات كرة القدم.إي يو (الإنجليزية)
- أندريس موسكيرا على موقع ناشيونال فوتبول تيمز (الإنجليزية)
- أندريس موسكيرا على موقع Soccerway.com (الإنجليزية)